# 吳翀
吴翀（1492年—？年），字叔羽，四川儀衛司校籍成都府郫縣人。

## 生平
治《詩經》，行二，由國子生中式四川鄉試第九名舉人，年三十二歲中式嘉靖二年（1523年）癸未科會試第三百八十一名，第二甲第一百三十九名進士。由员外郎出为廣東按察司佥事。

## 家族
曾祖吴鑑。祖父吴灏。父吴仕英。母蔡氏；继母彭氏。慈侍下。兄吴洪、弟吴昂。